# Фалкен, Мег
Ма́ргарет Эй «Мег» Фа́лкен (англ. Margaret A. «Meg» Thalken; 30 сентября 1954, Вашингтон, США) — американская актриса.

## Биография
Маргарет Эй Фалкен родилась 30 сентября 1954 года в Вашингтоне (США).
Мег дебютировала в кино в 1982 году, сыграв роль Сьюзан в эпизоде телесериала «Чикагская история». Всего Фалкен сыграла около 30 ролей в кино и на телевидении. Также она активно играет в театрах. В 2010 году сыграла роль Шейлы в «Руководство для неумёх», о которой в «Variety» написали следующее: «В ней достойные, интересные персонажи, но повествование никогда не выходит из ситуации в историю».

## Избранная фильмография
| Год       |   | Русское название        | Оригинальное название | Роль                                                |
| --------- | - | ----------------------- | --------------------- | --------------------------------------------------- |
| 1983      | ф | Класс                   | Class                 | постоянная посетительница бара                      |
| 1988      | ф | Полтергейст 3           | Poltergeist III       | Дебора                                              |
| 1996      | с | Завтра наступит сегодня | Early Edition         | Миссис Беккер                                       |
| 1996—2008 | с | Скорая помощь           | ER                    | Ди МакМанус / медсестра на борту самолёта / Роттмен |
| 1997      | с | Надежда Чикаго          | Chicago Hope          | Агент ФБР Фейдер                                    |
| 1998      | ф | Служители закона        | U.S. Marshals         | продавщица                                          |
| 2002      | ф | Стрекоза                | Dragonfly             | гостья                                              |
| 2009      | ф | Анна свободна           | Hannah Free           | леди с почтой                                       |
| 2010      | с | Детройт 1-8-7           | Detroit 1-8-7         | Нэнси Томас                                         |
| 2014      | с | Пожарные Чикаго         | Chicago Fire          | администратор                                       |
| 2016      | с | Бесстыжие               | Shameless             | бабушка                                             |
| 2016      | с | Империя                 | Empire                | Silver Hair                                         |
| 2017      | с | Правосудие Чикаго       | Chicago Justice       | ассистент                                           |